# كم هيانغ غي
كيم هيانغ جي (هانغل: 김향기) ممثلة كورية جنوبية ولدت في 9 أغسطس 2000 في سيول، كوريا الجنوبية بدأت مشوارها الفني عام 2006 .

## أعمالها

### مسلسلات
- الحب السيء
- لحظة في الثامنة عشرة
- حلقي عاليا يا فراشة[6]
- الطبيب النفسي في جوسون يو سي بوونغ.[7]

## روابط خارجية
كم هيانغ غي على موقع IMDb (الإنجليزية)
- كم هيانغ غي على موقع قاعدة بيانات الفيلم (الإنجليزية)

- Kim Hyang-gi at Namoo Actors
- في هانسينما
- Kim Hyang-gi على قاعدة بيانات الأفلام الكورية